# Cavalls del vent
Cavalls del vent és una ruta de muntanya de 80 km. i 11600 m de desnivell acumulat. El recorregut uneix vuit refugis del Parc Natural del Cadí-Moixeró, situats a les comarques del Berguedà i la Baixa Cerdanya.

## Refugis
Els vuit refugis són:
- Refugi de Rebost (1.640 m.), a Bagà
- Refugi Niu de l'Àliga (2.531 m.), a Bagà
- Refugi del Serrat de les Esposes (1.505 m.), a Riu de Cerdanya
- Refugi de Cortals de l'Ingla (1.610 m.), a Bellver de Cerdanya
- Refugi de Prat d'Aguiló (2.037 m.), a Montellà i Martinet
- Refugi Lluís Estasen (1.647 m.), a Saldes
- Refugi del Gresolet (1.280 m.), a Saldes
- Refugi Sant Jordi (1.570 m.), a Guardiola de Berguedà

## Cursa
L'octubre de 2009, l'Associació Esportiva Mountain Runners del Berguedà organitzà per primera vegada una cursa de muntanya que recorria aquesta ruta. Actualment, la prova, anomenada Ultra Pirineu, ha esdevingut de gran importància dins del calendari de curses, fet que comporta l'assistència de corredors d'elit mundial així com el patrocini d'empreses com Salomon, UNICEF, Suunto, Santiveri, Aigua de Ribes, FGC o Editorial Alpina. Des de la seva primera edició ha format part del circuit de curses Salomon Nature Trails.
| Edició                                          | Any  | Guanyador                    | Temps     | Guanyadora                   | Temps     |
| ----------------------------------------------- | ---- | ---------------------------- | --------- | ---------------------------- | --------- |
| 80 km. i 5.800 m. D+                            |      |                              |           |                              |           |
| I                                               | 2009 | Jessed Hernàndez             | 9:31.35   | Corinne Favre                | 11:55.52  |
| 84 km. i 6.000 m. D+                            |      |                              |           |                              |           |
| II                                              | 2010 | Miguel Heras                 | 9:06.39   | Nerea Martínez               | 12:14.50  |
| III                                             | 2011 | Miguel Heras                 | 8:57.32   | Núria Picas                  | 11:37.43  |
| IV                                              | 2012 | Kilian Jornet                | 8:42:23   | Núria Picas                  | 10:34:18  |
| 100 km. i 6.600 m. D+                           |      |                              |           |                              |           |
| V                                               | 2013 | Luis Alberto Hernando        | 10:23:15  | Núria Picas                  | 12:05:46  |
| 103 km. i 6.324 m. D+ (Ultra Pirineu)           |      |                              |           |                              |           |
| VI                                              | 2014 | Luis Alberto Hernando        | 11:15:14  | Núria Picas                  | 12:39:02  |
| 110 km. i 6.800 m. D+ (Ultra Pirineu)           |      |                              |           |                              |           |
| VII                                             | 2015 | Kilian Jornet                | 12:03:27  | Emelie Forsberg              | 13:39:33  |
| VIII                                            | 2016 | Miguel Heras                 | 12:05:51  | Gemma Arenas Alcázar         | 15:20:34  |
| IX                                              | 2017 | Pablo Villa González         | 14:22:19  | Maite Maiora Elizondo        | 14:22:19  |
| X                                               | 2018 | Jessed Hernàndez             | 12:35:36  | Ekaterina Mityaeva           | 15:12:24  |
| 94 km. i 6.200 m. D+ (Ultra Pirineu)            |      |                              |           |                              |           |
| XI                                              | 2019 | Dmitry Mityaev               | 10:22:55  | Mónica Comas                 | 12:31:10" |
| Edició 2020 suspesa per la Pandèmia de COVID-19 |      |                              |           |                              |           |
| 100 km. i 6.600 m. D+ (Ultra Pirineu)           |      |                              |           |                              |           |
| XII                                             | 2021 | Kilian Jornet                | 10:24:44" | Azara García de los Salmones | 12:29:42" |
| XIII                                            | 2022 | Miguel Angel Heras Hernández | 10:38:53  | Núria Picas                  | 12:12:40  |